# Philip Ahn
Pil Lip Ahn, más conocido como Philip Ahn (Los Ángeles, 29 de marzo de 1905 - Los Ángeles, 28 de febrero de 1978) fue un actor estadounidense de origen coreano. Fue el primer actor de origen asiático en recibir una estrella en el Paseo de la Fama de Hollywood.

## Primeros años
Su verdadero nombre era Pil Lip Ahn, y nació en Los Ángeles, California. Su padre, Dosan Ahn Chang-ho, fue un pedagogo y activista a favor de la independencia coreana durante la Ocupación japonesa de Corea. 
Cuando todavía era estudiante de la high school, Ahn visitó el plató del film The Thief of Bagdad, donde conoció a Douglas Fairbanks. Fairbanks ofreció al joven Philip la posibilidad de hacer una prueba, y después hacer un papel en la película. Sin embargo, la madre de Philip se negó a aceptar que su hijo se hiciera actor.
Ahn se graduó en 1923, y después empezó a trabajar en los arrozales de la zona de Colusa, California. El campo era propiedad de la Joven Academia Coreana, un movimiento independentista coreano que adiestraba a jóvenes coreanos para llegar a ser líderes de su país una vez éste se viera liberado del dominio japonés. Debido a que los coreanos no podían poseer tierras, la Academia aprovechó la ciudadanía estadounidense de Ahn para poner la propiedad a su nombre. Sin embargo, a causa de las lluvias la cosecha de arroz se echó a perder, y Ahn tuvo que enfrentarse a problemas económicos. Por entonces, su padre se encontraba en Asia trabajando a favor de la independencia, por lo que el joven Ahn tuvo que ayudar económicamente a su madre y a sus cuatro hermanos. Por ese motivo tuvo que trabajar como ascensorista en Los Ángeles.
En 1934 empezó a estudiar en la Universidad del Sur de California. Aunque estaba interesado en el negocio de importación y exportación, su padre le animó a ser actor, su verdadera vocación, y le convenció para que siguiera cursos de cinematografía. Mientras estudiaba, actuó en una producción de la obra Merrily We Roll Along que se representó por el oeste de los Estados Unidos.
Además, en la universidad era responsable de la organización de las visitas de muchos dignatarios extranjeros, tales como la Princesa Der Ling de China, el periodista de la India Chaman Lal, y el arqueólogo y explorador Robert B. Stacey-Judd. Sin embargo, tras su segundo año en la universidad abandonó el centro y se dedicó plenamente a su carrera como actor.

## Carrera
Su primera película fue A Scream in the Night en 1935. Al año siguiente actuó en el film de Bing Crosby Anything Goes, aunque el director Lewis Milestone inicialmente le había rechazado ya que su inglés era demasiado bueno para el papel. Sus primeras actuaciones acreditadas llegaron en 1936 con The General Died at Dawn y Stowaway, con Shirley Temple. Ahn trabajó junto a Anna May Wong en Daughter of Shanghai (1937) y King of Chinatown (1939).
Durante los años de la Segunda Guerra Mundial, a menudo interpretó a malvados japoneses en filmes bélicos como Back to Bataan (1945). Debido al odio hacia los japoneses durante la guerra, recibió muchas amenazas de muerte. En parte para contrarrestar su imagen, Ahn se sumó al Ejército de los Estados Unidos, aunque fue licenciado a causa de una lesión de tobillo. Durante su breve estancia en el ejército, trabajó en los Servicios Especiales entreteniendo a la tropa.
Tras la guerra, Ahn actuó en La colina del adiós, La vuelta al mundo en ochenta días, Millie, una chica moderna y Paradise, Hawaiian Style, con Elvis Presley. En raras ocasiones él interpretó a personajes coreanos como, por ejemplo, en los filmes sobre la guerra de Corea Battle Circus (1953) y Battle Hymn (1956). 
En 1968 Ahn hizo una gira con la United Service Organizations, visitando a tropas estadounidenses y coreanas en Vietnam del Sur.
El último papel importante de Ahn fue el de "Master Kan" en la serie televisiva Kung Fu. Ahn era presbiteriano, y afirmaba que el pensamiento taoísta de su personaje no contradecía sus propias creencias religiosas. 
Por su contribución a la industria cinematográfica, Ahn fue premiado con una estrella en el Paseo de la Fama de Hollywood, en el 6211 de Hollywood Boulevard, siendo el primer actor estadounidense de origen asiático en recibir una.

## Vida personal
Ahn siempre formó parte activa de la comunidad coreana de Los Ángeles. Así, colaboró para conseguir hermanar a Los Ángeles con Busán, Corea. También ayudó a llevar la Campana Coreana de la Amistad a la localidad de San Pedro (Los Ángeles), California. La Campana apareció posteriormente en varias películas. Además de todo ello, fue alcalde honorario de Panorama City durante veinte años.
Ahn consiguió que los restos de sus padres fueran enterrados juntos en Seúl, pues su padre había sido enterrado lejos de la ciudad con la intención por parte de los japoneses de encubrir su trabajo independentista, y su madre había fallecido en California. La pareja no había vuelto a verse desde la época en que Dosan volvió a Corea en 1926, antes de nacer su hijo menor. De acuerdo con el gobierno coreano, Ahn colaboró en dedicar un parque en honor a su padre, consiguiendo que sus padres fueran enterrados en él.
En la década de 1950, Ahn abrió un restaurante chino junto a su hermana Soorah. "Phil Ahn's Moongate Restaurant" fue uno de los primeros restaurantes chinos del Valle de San Fernando, y se mantuvo abierto durante unos treinta años.
Philip Ahn falleció en 1978 en Los Ángeles, California, a causa de las complicaciones sufridas tras ser sometido a una intervención quirúrgica. Fue enterrado en el Cementerio Forest Lawn Memorial Park de Hollywood Hills, Los Ángeles.

## Filmografía parcial
- Anything Goes (1936) sin acreditar
- Klondike Annie (1936) sin acreditar
- The General Died at Dawn ( El general murió al amanecer) (1936)
- Stowaway (1936)
- The Good Earth (1937) sin acreditar
- Something to Sing About (Los peligros de la gloria) (1937)
- Daughter of Shanghai (1937)
- Thank You, Mr. Moto (1937)
- Charlie Chan in Honolulu (1938)
- King of Chinatown (1939)
- Barricade (1939)
- The Shadow (serial de 1940)
- Let's Get Tough! (1942)
- The Adventures of Smilin' Jack (serial de 1943)
- They Got Me Covered (1943)
- The Story of Dr. Wassell (1944)
- Las llaves del reino (1944)
- Back to Bataan (La patrulla del coronel Jackson) (1945)
- Halls of Montezuma (1950)
- China Corsair (1951)
- Macao (Una aventurera en Macao) (1952)
- Battle Circus (1953)
- Su majestad de los mares del Sur (1954)
- Hell's Half Acre (1954)
- La colina del adiós (1955)
- La mano izquierda de Dios (1955)
- La vuelta al mundo en ochenta días (1956)
- Battle Hymn (Himno de batalla) (1957)
- Never So Few (Cuando hierve la sangre) (1959)
- Confessions of an Opium Eater (1962)
- Diamond Head (El señor de Hawái) (1963)
- Paradise, Hawaiian Style (1966)
- Millie, una chica moderna (1967)
- Portrait of a Hitman (1977)